# Matthew Le Tissier
Matthew Paul Le Tissier (Saint Peter Port, 14 ottobre 1968) è un ex calciatore e conduttore televisivo inglese, di ruolo centrocampista.
Soprannominato Le God, lo si ricorda principalmente per i suoi trascorsi nel Southampton, squadra in cui ha quasi esclusivamente militato nella sua carriera, dal 1986 al 2002, nella quale si è distinto come protagonista in quegli anni. Non a caso, in quel periodo e per diverso tempo un cartello sulla cancellata d’ingresso dello storico stadio del Southampton ammoniva giocatori e supporters avversari: “Benvenuti nella casa di Dio”.

## Biografia
Le Tissier nasce nel 1968 nell'Isola di Guernsey, situata a pochi chilometri dalle coste francesi, lungo "La Manica", ma comunque sempre sotto la dipendenza della Corona Britannica. Ultimo di quattro figli, i suoi genitori Ruth e Marcus hanno antiche radici franco-normanne, come intuibile dal cognome del padre ereditato dal giovane Matthew.
Dopo alcune prime esperienze con il cricket, da giovanissimo inizia a tirare i primi calci al pallone e a partecipare ai campionati giovanili isolani con la squadra Vale Recreation. Proprio in questo periodo mette in mostra le sue ottime doti balistiche e realizzative: addirittura 169 sono i gol segnati nel suo ultimo torneo giovanile disputato. A tredici anni, nel 1981, durante un camp alla Saints Soccer School, il centro di allenamento del Southampton, il suo talento emerge anche agli occhi degli osservatori dei Saints che, qualche anno più tardi, nel maggio del 1985, gli proporranno di firmare il suo primo ingaggio con il Southampton.

## Caratteristiche tecniche
Centrocampista offensivo dotato di ottima tecnica e di un tiro potente e preciso con entrambi i piedi (sebbene destro naturale). Grazie alle sue capacità balistiche, oltre ad essere uno specialista nei calci di punizione e nei tiri dalla media-lunga distanza era un eccellente rigorista: in carriera ha trasformato 47 rigori su 48 tentativi, sbagliando solamente quello calciato il 24 marzo 1993, parato dal portiere del Nottingham Forest Mark Crossley.

## Carriera

### Club
L'esordio assoluto di Le Tissier con la maglia bianco-rossa è datato 4 novembre 1986, durante una gara di Coppa di Lega nella quale il Southampton, grazie anche a una sua doppietta, si impone 4-1 all'Old Trafford, contro il Manchester Utd.
Il suo debutto nel campionato di calcio inglese, invece, avviene nella stagione 1986-87 l'8 novembre 1986 nella vittoria casalinga per 4-1 contro il Barnsley. In questa prima stagione, tra le prestazioni più esaltanti del giovane di Guernsey si segnala la partita del 7 marzo 1987, nella quale Le Tissier realizza la sua prima tripletta nel 4-0 contro il Leicester City. Questa stagione e le due successive gli permettono di inserirsi man mano nel gruppo e - anche per mezzo delle sue reti - di mettersi in evidenza agli occhi dell'allenatore Chris Nicholl: infatti nelle tre stagioni 1986-87, 1987-88 e 1988-89 totalizza complessivamente 89 presenze e 23 reti, campionato e coppe compresi.
La consacrazione definitiva di Le Tissier, tuttavia, si ha nella sua quarta stagione al Southampton, per la quale si aggiudica il PFA Young Player of the Year Award, un premio con cadenza annuale assegnato al miglior giocatore della Premier League che non ha ancora compiuto 24 anni. Proprio in questa stagione, la 1989-90, con 20 reti Le Tissier è terzo nella classifica dei marcatori e i suoi goal - insieme a quelli di Rod Wallace e Alan Shearer - permettono al Southampton di conquistare 55 punti e, così, il settimo posto a fine campionato. Le prestazioni e i numeri del giovane di Guernsey sono confermati anche nella stagione 1990-91: 19 goal a fine campionato e quinto posto nella classifica marcatori.
Nel corso di queste ultime due stagioni disputate con la maglia dei Saints – e durante tutta la sua carriera – diverse sono le squadre che avanzano delle offerte per acquistare il cartellino del giocatore: Liverpool, Arsenal, Tottenham, Manchester United e Chelsea; in tutti questi casi Le Tissier ha comunque sempre rifiutato ogni qualsivoglia tipo di proposta pur di restare con la casacca bianco-rossa del Southampton.
Terminata la gestione di Chris Nicholl, le prime due stagioni (1991-92 e 1992-93) gestite dall'allenatore Ian Branfoot non permetteranno a Le Tissier di esprimersi al meglio. Nonostante le difficoltà, l'attaccante di Guernsey riesce comunque a totalizzare in questo periodo 95 presenze e a segnare 33 goal, campionato e coppe compresi.
Nelle due stagioni seguenti (1993-94 e 1994-95), invece, il talento di Le Tissier esplode maggiormente sia con Ian Branfoot sia con il nuovo allenatore James Alan Ball: 89 presenze e 55 reti complessive in due stagioni, spesso di elevato contenuto tecnico, una delle quali – contro il Blackburn del suo ex compagno Alan Shearer – gli ha permesso di vincere il premio English Football Goal of the Season 1994–95. Proprio grazie a questi numeri, con 25 reti riesce anche a posizionarsi alle spalle di Andy Cole e Alan Shearer nella classifica dei marcatori della Premier League nella stagione 1993-94.
Con l'avvicinarsi dei trent'anni e del nuovo millennio, limitato da problemi fisici, infortuni e noie muscolari, si assiste a una sua lenta parabola discendente: basti pensare che, ormai a fine carriera, nelle sue ultime tre stagioni al Southampton totalizza complessivamente solo 36 presenze tra campionato e coppe.
La sua ultima partita con il club biancorosso - disputata a 33 anni - è datata 30 gennaio 2002, vittoria per 2-0 contro il West Ham Utd.
Gioca infine la stagione 2002-2003, la sua ultima prima del ritiro ufficiale, con l'Eastleigh, una piccola società calcistica con sede nella zona di Southampton che ai tempi militava nella Wessex Football League.
A dieci anni dal ritiro, nel 2013, torna in campo per disputare un incontro con la squadra calcistica della città di Guernsey.

### Nazionale
Debutta con la nazionale dei Tre Leoni a 26 anni, nel 1994, contro la Danimarca e a fine carriera registra appena otto presenze, tutte giocate tra il 1994 e il 1997. Escluso sia dagli Europei casalinghi del 1996 che dai Mondiali francesi del 1998, la sua ultima partita in nazionale risale al match Inghilterra-Italia, valevole per le qualificazioni ai Mondiali, giocata a Londra mercoledì 12 febbraio 1997 e conclusasi sullo 0-1.

## Statistiche

### Presenze e reti nei club
| Stagione           | Squadra            | Campionato         | Campionato | Campionato | Coppe nazionali | Coppe nazionali | Coppe nazionali | Coppe continentali | Coppe continentali | Coppe continentali | Altre coppe | Altre coppe | Altre coppe | Totale | Totale |
| Stagione           | Squadra            | Comp               | Pres       | Reti       | Comp            | Pres            | Reti            | Comp               | Pres               | Reti               | Comp        | Pres        | Reti        | Pres   | Reti   |
| ------------------ | ------------------ | ------------------ | ---------- | ---------- | --------------- | --------------- | --------------- | ------------------ | ------------------ | ------------------ | ----------- | ----------- | ----------- | ------ | ------ |
| 1986-1987          | Southampton        | FD                 | 24         | 6          | FACup+CdL       | 1+4             | 0+2             | -                  | -                  | -                  | FMc         | 2           | 2           | 31     | 10     |
| 1987-1988          | Southampton        | FD                 | 19         | 0          | FACup+CdL       | 1+1             | 1+1             | -                  | -                  | -                  | FMc         | 1           | 0           | 22     | 2      |
| 1988-1989          | Southampton        | FD                 | 28         | 9          | FACup+CdL       | 2+4             | 0+2             | -                  | -                  | -                  | FMc         | 2           | 0           | 36     | 11     |
| 1989-1990          | Southampton        | FD                 | 35         | 20         | FACup+CdL       | 2+7             | 1+3             | -                  | -                  | -                  | -           | -           | -           | 44     | 24     |
| 1990-1991          | Southampton        | FD                 | 35         | 19         | FACup+CdL       | 3+4             | 2+2             | -                  | -                  | -                  | FMc         | 1           | 0           | 43     | 23     |
| 1991-1992          | Southampton        | FD                 | 32         | 6          | FACup+CdL       | 7+6             | 1+1             | -                  | -                  | -                  | FMc         | 6           | 7           | 51     | 15     |
| 1992-1993          | Southampton        | PL                 | 40         | 15         | FACup+CdL       | 1+3             | 1+2             | -                  | -                  | -                  | -           | -           | -           | 44     | 18     |
| 1993-1994          | Southampton        | PL                 | 38         | 25         | FACup+CdL       | 2+0             | 0+0             | -                  | -                  | -                  | -           | -           | -           | 40     | 25     |
| 1994-1995          | Southampton        | PL                 | 41         | 20         | FACup+CdL       | 5+3             | 5+5             | -                  | -                  | -                  | -           | -           | -           | 49     | 30     |
| 1995-1996          | Southampton        | PL                 | 34         | 7          | FACup+CdL       | 5+4             | 1+2             | -                  | -                  | -                  | -           | -           | -           | 43     | 10     |
| 1996-1997          | Southampton        | PL                 | 31         | 13         | FACup+CdL       | 1+6             | 0+3             | -                  | -                  | -                  | -           | -           | -           | 38     | 16     |
| 1997-1998          | Southampton        | PL                 | 26         | 11         | FACup+CdL       | 1+3             | 0+3             | -                  | -                  | -                  | -           | -           | -           | 30     | 14     |
| 1998-1999          | Southampton        | PL                 | 30         | 6          | FACup+CdL       | 1+2             | 0+0             | -                  | -                  | -                  | -           | -           | -           | 33     | 6      |
| 1999-2000          | Southampton        | PL                 | 18         | 3          | FACup+CdL       | 0+3             | 0+0             | -                  | -                  | -                  | -           | -           | -           | 21     | 3      |
| 2000-2001          | Southampton        | PL                 | 8          | 1          | FACup+CdL       | 0+2             | 0+1             | -                  | -                  | -                  | -           | -           | -           | 10     | 2      |
| 2001-2002          | Southampton        | PL                 | 4          | 0          | FACup+CdL       | 1+0             | 0+0             | -                  | -                  | -                  | -           | -           | -           | 5      | 0      |
| Totale Southampton | Totale Southampton | Totale Southampton | 443        | 161        |                 | 33+52           | 12+27           |                    | -                  | -                  |             | 12          | 9           | 540    | 209    |
| 2002-2003          | Eastleigh          | WFL                | 17         | 3          | -               | -               | -               | -                  | -                  | -                  | -           | -           | -           | 17     | 3      |
| 2012-2013          | Guernsey F.C.      | CCFL               | 1          | 0          | -               | -               | -               | -                  | -                  | -                  | -           | -           | -           | 1      | 0      |
| Totale Carriera    | Totale Carriera    | Totale Carriera    | 461        | 164        |                 | 85              | 48              |                    | -                  | -                  |             | 12          | 9           | 558    | 221    |

### Cronologia presenze e reti in nazionale
| Cronologia completa delle presenze e delle reti in nazionale ― Inghilterra | Cronologia completa delle presenze e delle reti in nazionale ― Inghilterra | Cronologia completa delle presenze e delle reti in nazionale ― Inghilterra | Cronologia completa delle presenze e delle reti in nazionale ― Inghilterra | Cronologia completa delle presenze e delle reti in nazionale ― Inghilterra | Cronologia completa delle presenze e delle reti in nazionale ― Inghilterra | Cronologia completa delle presenze e delle reti in nazionale ― Inghilterra | Cronologia completa delle presenze e delle reti in nazionale ― Inghilterra |
| Data                                                                       | Città                                                                      | In casa                                                                    | Risultato                                                                  | Ospiti                                                                     | Competizione                                                               | Reti                                                                       | Note                                                                       |
| -------------------------------------------------------------------------- | -------------------------------------------------------------------------- | -------------------------------------------------------------------------- | -------------------------------------------------------------------------- | -------------------------------------------------------------------------- | -------------------------------------------------------------------------- | -------------------------------------------------------------------------- | -------------------------------------------------------------------------- |
| 9-3-1994                                                                   | Londra                                                                     | Inghilterra                                                                | 1 – 0                                                                      | Danimarca                                                                  | Amichevole                                                                 | -                                                                          | 67’                                                                        |
| 17-5-1994                                                                  | Londra                                                                     | Inghilterra                                                                | 5 – 0                                                                      | Grecia                                                                     | Amichevole                                                                 | -                                                                          | 65’                                                                        |
| 22-5-1994                                                                  | Londra                                                                     | Inghilterra                                                                | 0 – 0                                                                      | Norvegia                                                                   | Amichevole                                                                 | -                                                                          | 77’                                                                        |
| 12-10-1994                                                                 | Londra                                                                     | Inghilterra                                                                | 1 – 1                                                                      | Romania                                                                    | Amichevole                                                                 | -                                                                          |                                                                            |
| 16-11-1994                                                                 | Londra                                                                     | Inghilterra                                                                | 1 – 0                                                                      | Nigeria                                                                    | Amichevole                                                                 | -                                                                          | 78’                                                                        |
| 15-2-1995                                                                  | Dublino                                                                    | Irlanda                                                                    | 1 – 0                                                                      | Inghilterra                                                                | Amichevole                                                                 | -                                                                          |                                                                            |
| 1-9-1996                                                                   | Chișinău                                                                   | Moldavia                                                                   | 0 – 3                                                                      | Inghilterra                                                                | Qual. Mondiali 1998                                                        | -                                                                          | 81’                                                                        |
| 12-2-1997                                                                  | Londra                                                                     | Inghilterra                                                                | 0 – 1                                                                      | Italia                                                                     | Qual. Mondiali 1998                                                        | -                                                                          | 61’                                                                        |
| Totale                                                                     |                                                                            | Presenze                                                                   | 8                                                                          |                                                                            | Reti                                                                       | 0                                                                          |                                                                            |

## Palmarès

### Individuale
- PFA Young Player of the Year: 1989-90
- English Football Goal of the Season: 1994-1995
- FA Premier League Player of the Month: 2

1994-1995 (dicembre), 1996-1997 (ottobre)
- The English Football Hall of Fame: introdotto nel 2013
- One Club Man Award: 2015